# Eduardo Brito
Eduardo Brito (eigentl.: Eleuterio Aragonez, * 21. Januar 1905 in Puerto Plata; † 5. Januar 1946 in San Cristóbel) war ein dominikanischer Opern- und Zarzuelasänger (Bariton).

## Leben
Brito wurde 1927 bei einem Bankett für den Vizepräsidenten José Dolores Alfonseca, bei dem er in einem Operettenprogramm auftrat, als Sänger entdeckt. Er trat dann in Cibao, San Pedro de Macorís und Santo Domingo auf und erhielt ein Stipendium für eine Ausbildung in Italien zugesprochen, die er aber nie wahrnahm. 1928 lernte er die Sängerin Rosa Elena Bobadilla kennen, mit der er fortan zusammenarbeitete und die er 1929 heiratete.
Brito und Bobadilla reisten 1928 mit einer Gruppe namens Los Internacionales Haiti und schlossen sich nach deren Auflösung einer kubanischen Gruppe unter Leitung von Margot Rodriguez an, mit der sie nach Puerto Rico kamen. Von dort kehrten sie in die Dominikanische Republik zurück. 1929 gründete Brito die Grupo Dominicano (mit Bienvenido Troncoso, Chita Jimenez und Enrique García), mit der er in New York mehrere Platten aufnahm.
Die Britos blieben nach der Auflösung der Gruppe in New York und traten dort u. a. in dem Stück El Chico neben den Tänzern Antonio und Catalina Cansino auf. Eduardo Brito nahm weitere Platten für RCA Victor auf. 1932 kam er mit der Company von Eliseo Grenet, der neben ihm und seiner Frau u. a. Mapy und Fernando Cortés angehörten, nach Spanien. Im Teatro Nuevo de Barcelona trat er mit großem Erfolg in der Zarzuela La Virgen Morena von Aurelio Riancho und Eliseo Grenet auf.
Er trat in weiteren Zarzuelas wie Katiuska, Luisa Fernanda, La del Soto del Parral, El Cantar del Arriero, La del Manojo de Rosas, El Asombro de Damasco und Los Gavilanes auf, bevor er wegen des Spanischen Bürgerkrieges 1937 in die Dominikanische Republik zurückkehrte. Von hier aus reiste er nach Puerto Rica, New York und Kuba. In Havanna wurde er für seine Interpretation von Marina mit dem spanischen Tenor Hipólito Lázaro gefeiert.
Auf einer weiteren von dem Industriellen Mario Ginebra finanzierten Südamerikatournee trat er in der Zarzuela Los Gavilanes von Jacinto Guerrero mit dem jungen Bariton Carlos Ramírez auf. Später ging Brito mit seiner Familie erneut nach New York. Nachdem in der Mayo Clinic eine Neurolues diagnostiziert wurde, kehrte er in die Dominikanische Republik zurück. Er trat noch einige Male in Theatern und beim Radiosender La Voz del Yuma auf, bevor die Krankheit seine Karriere beendete. Er starb Anfang 1946 in einer psychiatrischen Klinik in geistiger Verwirrung. Sein Leben wurde Gegenstand der Rundfunkoper La vida de Eduardo Brito von Homero León Díaz.